# COVID-19 Crisis Management Team

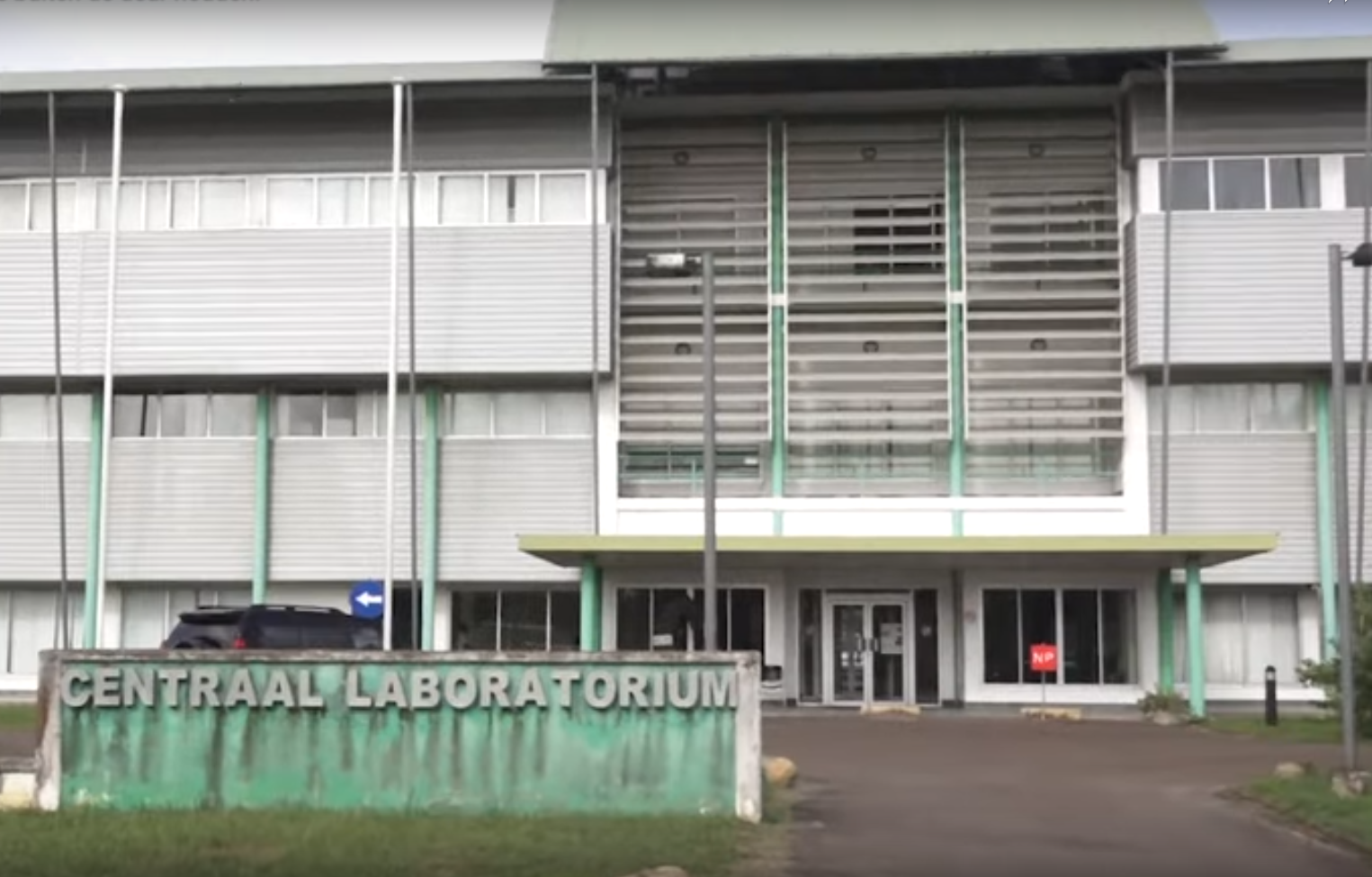
Centraal Laboratorium in Paramaribo

Het COVID-19 Crisis Management Team is het Surinaamse crisisteam en taskforce tijdens de coronacrisis in Suriname dat wordt gevormd door overheidsonderdelen en wetenschappers. Het team wordt geleid door kolonel Danielle Veira van het Directoraat Nationale Veiligheid, (DNV). Andere leidende personen in het team zijn Cleopatra Jessurun, de waarnemend directeur ministerie van Volksgezondheid, Jerry Slijngard, de directeur Nationaal Coördinatiecentrum voor Rampenbeheersing (NCCR), Stephen Vreden, epidemioloog voor het Academisch Ziekenhuis Paramaribo (AZP) en vertegenwoordigers van het Bureau voor Openbare Gezondheidszorg (B.O.G.). Daarnaast zijn er allerlei andere organisaties en deskundigen aan het team verbonden.

## Aanloop

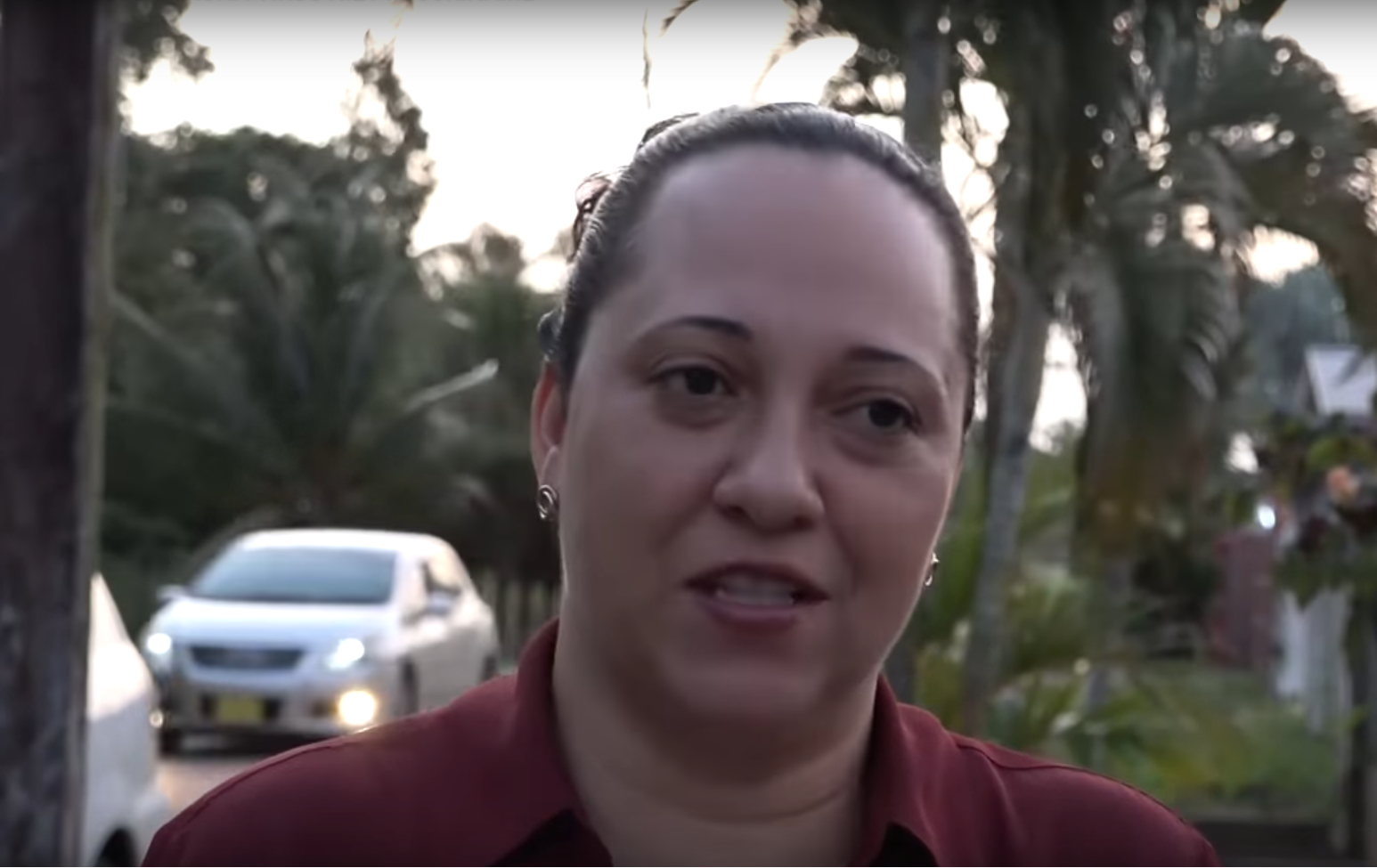
Cleopatra Jessurun

In januari 2020 zette Cleopatra Jessurun, de waarnemend directeur ministerie van Volksgezondheid, een National Public Health Response-team op, in samenwerking met het Surinaamse focalpoint van de Pan-Amerikaanse Gezondheidsorganisatie (PAHO). In de eerste maand werd een nationaal responseplan ontwikkeld, om de risico's van de binnenkomst, verspreiding en de gevolgen van het coronavirus in Suriname te beperken. Hierin zijn meerdere standaard operationele procedures (SOP's) ontwikkeld waarmee het proces stapsgewijs vastgelegd werd en verschillende scenario's uitgewerkt zijn. De PAHO gaf een training in het Centraal Laboratorium zodat daar de testen op het virus kunnen worden uitgevoerd. Suriname was het eerste land in de Caraïben met een laboratorium dat COVID-19-besmettingen kan onderzoeken. Daarnaast werd medisch personeel getraind. Verder gaf het Bureau voor Openbare Gezondheidszorg (BOG) trainingen in opvanginstellingen van kwetsbare groepen, zoals ouderen, mensen met een beperking en kinderen. Verder werd een Facebook-pagina opgezet, evenals een website met informatie over het SARS-CoV-2-virus. In de grensdistricten Nickerie en Marowijne werden sessies gehouden voor de ondersteuning van de nationale surveillance. Daarnaast zijn er nog een aantal andere SOP's uitgevoerd.
Een aantal instellingen kreeg de opdracht om onder begeleiding van de PAHO een self-assessment te maken, zoals de Regionale Gezondheidsdienst, de Medische Zending, het Academisch Ziekenhuis Paramaribo (AZP), het Sint Vincentius Ziekenhuis, 's Lands Hospitaal, het Militair Hospitaal, het Diakonessenhuis, het Streekziekenhuis Marwina, het Mungra Medisch Centrum en het Regionaal Ziekenhuis Wanica. Er werden locaties aangewezen om te dienen voor intensive care, isolatie en quarantaine. Gekozen werd dat het nieuw opgeleverde ziekenhuis van Wanica besmette patiënten opneemt en het Sint Vincentius Ziekenhuis de intensive-care-patiënten. Als quarantainefaciliteiten zijn het RCR Zorghotel en de ziekenhuizen van Wanica en Marwina aangewezen. De coördinatie van alle patiënten ligt landelijk bij het AZP. Door de uitgebreide rol voor het nieuwe ziekenhuis van Wanica, leeft er onder de lokale bevolking bezorgdheid voor de mogelijk grote toeloop van coronapatiënten naar de regio. Later werden enkele patiënten alsnog overbracht van Wanica naar 's Lands Hospitaal. Dit gebeurde op verzoek van artsen die daar alle faciliteiten hebben en omdat ze daar ook hun reguliere werk hebben.

### Bezetting maart 2020

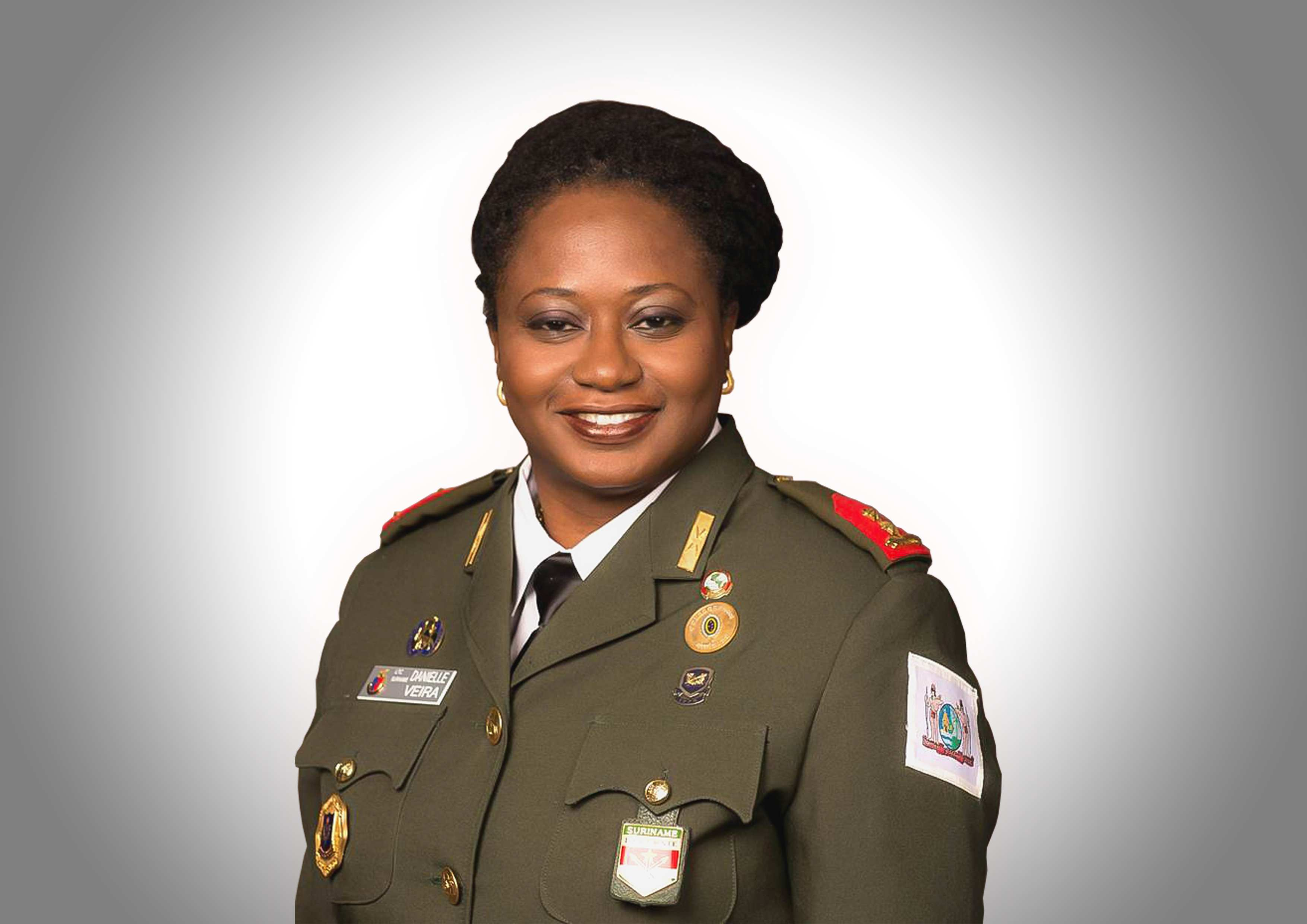
Danielle Veira, circa 2016

In maart 2020 werd door de Raad van Ministers het COVID-19 Crisis Management Team ingesteld onder leiding van waarnemend directeur ministerie van Volksgezondheid, Cleopatra Jessurun aangevuld door de volgende leden:
- de directeur Directoraat Nationale Veiligheid, (DNV), kolonel Danielle Veira
- de directeur Nationaal Coördinatiecentrum voor Rampenbeheersing (NCCR), Jerry Slijngard
- vertegenwoordigers van het Ministerie van Onderwijs, Wetenschap en Cultuur, Ministerie van Handel en Industrie, Ministerie van Openbare Werken, Transport en Communicatie, Ministerie van Defensie en het Ministerie van Justitie en Politie, Ministerie van Regionale Ontwikkeling, Ministerie van Buitenlandse Zaken, Ministerie van Sociale Zaken en Volkshuisvesting, Ministerie van Financiën, Ministerie van Landbouw, Veeteelt en Visserij en
- vertegenwoordigers van het Bureau voor Openbare Gezondheidszorg (B.O.G.)
- vertegenwoordigers van diverse ziekenhuizen

### Kortstondige invaller voor Veira
Nadat het coronavirus op 24 maart 2020 werd vastgesteld bij de Franse ambassadeur, Antoine Joly, moest Danielle Veira, de directeur van het Directoraat Nationale Veiligheid in thuisquarantaine omdat zij in contact met hem was geweest. Ook leden van haar loopteam gingen verplicht in quarantaine. De leiding over het managementteam werd voor twee weken overgenomen door Jerry Slijngard, de coördinator van Nationaal Coördinatiecentrum voor Rampenbeheersing (NCCR).

### Samenstelling vanaf april 2020

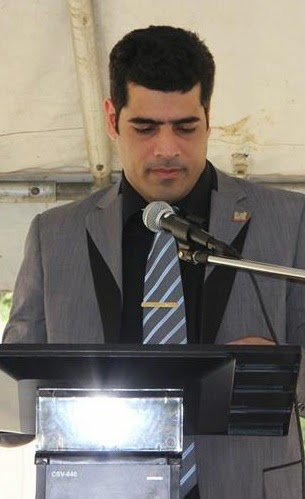
Michael Ashwin Adhin

Kort na de afkondiging van de 'Burgerlijke Uitzonderingstoestand' door de Regering op basis van artikel 72c van de Grondwet werd op 8 april 2020 in het Parlement de wet 'Uitzonderingstoestand COVID-19' goedgekeurd. Conform Artikel 2 van deze nieuwe Wet, werd het COVID-19 Crisis Management Team onder leiding van de vicepresident van Suriname, Ashwin Adhin, en bestaande uit de volgende leden benoemd door de President van Suriname Desi D. Bouterse:
- de wnd. directeur van het Ministerie van Volksgezondheid, Cleopatra Jessurun
- de directeur Directoraat Nationale Veiligheid, (DNV), kolonel Danielle Veira
- de directeur Nationaal Coördinatiecentrum voor Rampenbeheersing (NCCR), Jerry Slijngard
- de directeur van het Ministerie van Justitie en Politie
- het hoofd van het Nationaal Ziekenhuizen Raad (NZR)
- het hoofd Epidemiologische crisis comité (ressorterend onder de directeur van het Bureau van Openbare Gezondheidszorg en verder bestaande uit 2 Surinaamse Epidemiologen en 2 Gezondheidsspecialisten)
- 2 Surinaamse infectiologen en een clinicus

Dit team is belast met het treffen van buitengewone maatregelen om de ongecontroleerde spreiding van de COVID-19 (SARS-Cov-2) virus tegen te kunnen gaan en de negative effecten van de crisis op de Volksgezondheid, Veiligheid en Economie van Suriname te minimaliseren. De Wet bood tevens de ruimte voor de instelling van een Parlementaire Crisis Commissie onder de leiding van DNA voorzitter, Jennifer Simons, met de bevoegdheid om controlerend op te treden.

### Vervanging na de verkiezingen
Na de parlementsverkiezingen van 2020 werd het mangementteam vervangen en ging de leiding over naar het transitieteam onder aanvoering van Maaltie Sardjoe, de oud-directeur van Regionale Gezondheidsdienst. Sinds dat moment werd ook het bedrijfsleven vertegenwoordigd in het crisisteam. De politieke verantwoordelijkheid ligt na de regeringswisseling bij Ronnie Brunswijk, en is daardoor onder de hoede van de vicepresident van Suriname gebleven. Sinds 27 juli staat Marthelise Eersel aan het hoofd van het team.